# Baby shower

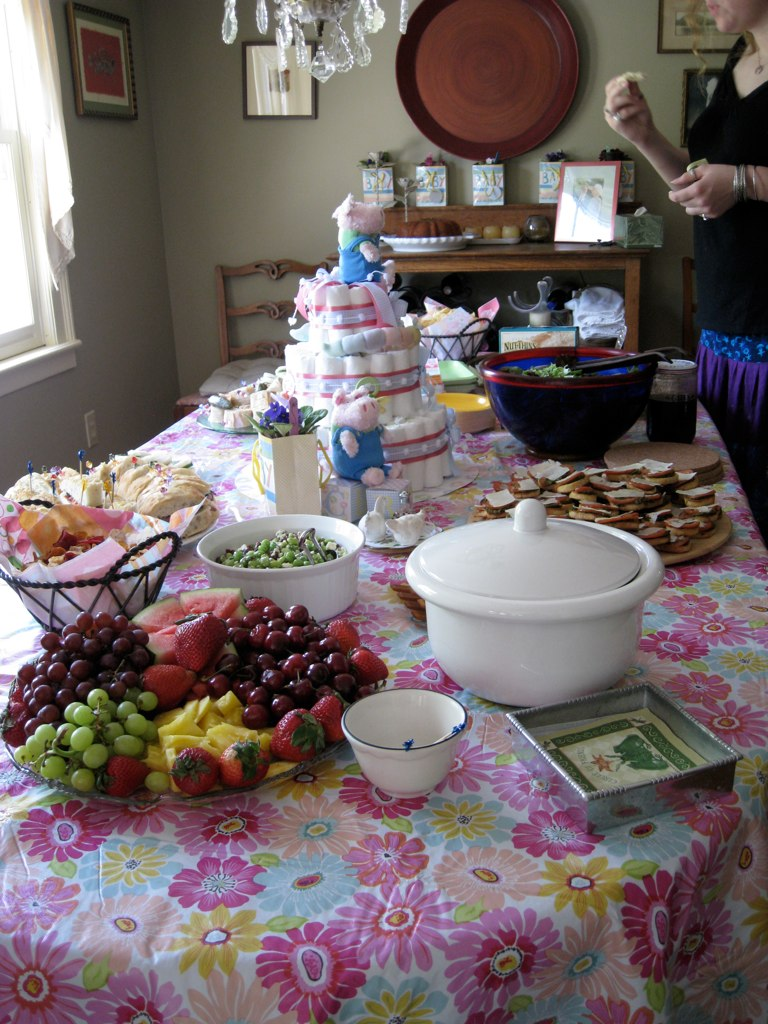
Il buffet di un baby shower; si nota una torta a tema.

Baby shower una festa prenatale in cui si accoglie la futura nascita di un bambino, secondo un'usanza  nata e diffusasi negli Stati Uniti d'America nella seconda metà del Novecento. Durante la celebrazione, gli invitati donano ai futuri genitori dei regali che saranno utili per il bambino.

## Origine
Il termine shower ("doccia", ma anche "acquazzone") viene generalmente inteso con il significato di "fare una pioggia di regali" alla madre del bebè.

## Diffusione
L'usanza si è diffusa come fenomeno  di moda anche in Paesi come Regno Unito, Francia, e altri paesi europei.  Molti negozi hanno offerto la disponibilità di un servizio di vere e proprie liste regali adatte a questo tipo di cerimonie, in modo simile a quanto succede con le liste nozze.
Non solo in Europa, ma anche in Africa, Asia e America Latina la festa di baby shower è molto diffusa, anche se conosciuta con altri nomi. In Costa Rica è conosciuta come tè de canastilla. A Panama, in Repubblica Dominicana, Colombia, Bolivia, Ecuador, Perù, Venezuela, Messico, Nicaragua, El Salvador e in Cile si mantiene il nome americano, mentre altri la conoscono come agasajo para futura mamá (intrattenimento per la futura mamma) o come fiesta de críos (festa dei bambini).

## Usanze
L'usanza vuole che il baby shower si festeggi solo per la nascita del primogenito, ma spesso si festeggia anche in occasione della nascita degli altri figli e di quelli adottati. Molte volte si tengono più festeggiamenti per lo stesso bambino, uno con i parenti e amici più stretti, un altro con i colleghi di lavoro e gli amici meno intimi.
Il baby shower precede la nascita. Nella tradizione ebraica una festa di questo tipo può essere data solo dopo la nascita del bambino, anche se molti ebrei americani hanno adottato l'usanza americana.
Sebbene la festa di baby shower venga data in onore solo della futura madre e a essa possano partecipare solo le donne, negli anni anche gli uomini hanno iniziato a prendere parte al festeggiamento: oltre al baby shower per sole madri, esistono quelli aperti a tutti e due i genitori, ma  sono nati anche quelli per soli padri.